# 塞尔唐
塞尔唐（葡萄牙語：Sertã，發音：[sɨɾˈtɐ̃] ⓘ）是葡萄牙布朗库堡区的市镇，2011年人口15,880。